# آگوست ارن
آگوست ارن (انگلیسی: August Erne; ۱۵ فوریهٔ ۱۹۰۵ – ۱۵ اکتبر ۱۹۸۷) دوچرخه‌سوار اهل سوئیس بود.